# Airbag (groupe norvégien)
Pour les articles homonymes, voir Airbag (homonymie).
Airbag est un groupe de rock progressif et néo prog norvégien, originaire d'Oslo. 

## Biographie
Airbag est initialement formé en 1994 à Oslo. Ce n'est qu'en 1999 ou 2000 que le groupe solidifie sa formation, et comprend Anders Hovdan (guitare basse), Asle Tostrup (chant et guitare), Bjørn Riis (guitare et Chant), Joachim Slikker (batterie) et Jørgen Hagen (claviers). Ils font leur promotion en grande partie par Internet. Ils sont en tournée régulièrement avec le groupe The Pink Floyd Experience. Leur musique est d'ailleurs très largement inspirée par Pink Floyd.
Leur première démo est publié en 2000, suivi d'un EP, Come On In, en 2004. Leur deuxième EP, Sounds That I Hear, est publié en 2006, et suit en novembre de l'EP Safetree. En 2008 sort leur album éponyme au label indépendant norvégien Karisma Records, suivi de l'album Identity en été 2009. En novembre 2010, ils recrutent Henrik Fossum comme nouveau batteur. En octobre 2011 sort leur troisième album All Rights Removed. En 2016, ils publient l'album Disconnected, toujours chez Karisma Records. Le 19 juin 2020 leur nouvel album A day at the Beach est publié sur le même label. Il est considéré par certain rock-critiques comme leur meilleur.

## Style musical
Le style musical d'Airbag est axé rock progressif dans la même veine que Pink Floyd, Porcupine Tree et Archive et de groupes pop comme Talk Talk ou a-ha. Le webzine Babyblaue Seiten note Identity dans la même lignée que l'art rock. Le magazine Rock Hard considère le style du groupe comme de l'« ambient-prog » dans la même veine que Blackfield.

## Discographie

### Albums studio
- 2009 : Identity (Karisma Records)
- 2011 : All Rights Removed (Karisma Records)
- 2013 : The Greatest Show On Earth (Plastic Head, Soulfood)
- 2016 : Disconnected (Karisma Records)
- 2020 : A day at the Beach (Karisma Records)
- 2024 : The Century of the Self

### EP
- 2004 : Come On In
- 2006 : Sounds That I Hear
- 2007 : Safetree